# Грос Келе
Грос Келе (њем. Groß Kelle) општина је у њемачкој савезној држави Мекленбург-Западна Померанија. Једно је од 60 општинских средишта округа Мириц. Према процјени из 2010. у општини је живјело 131 становника. Посједује регионалну шифру (AGS) 13056018.

## Географски и демографски подаци
Грос Келе се налази у савезној држави Мекленбург-Западна Померанија у округу Мириц. Општина се налази на надморској висини од 80 метара. Површина општине износи 6,7 km². У самом мјесту је, према процјени из 2010. године, живјело 131 становника. Просјечна густина становништва износи 20 становника/km².